# (16191) Rubyroe
(16191) Rubyroe (2000 AO205) – planetoida z pasa głównego asteroid okrążająca Słońce w ciągu 3,74 lat w średniej odległości 2,41 j.a. Odkryta 10 stycznia 2000 roku.